# Kanton Marcillat-en-Combraille
Der Kanton Marcillat-en-Combraille war bis 2015 ein französischer Wahlkreis im Arrondissement Montluçon, im Département Allier und in der Region Auvergne. Er umfasste 13 Gemeinden, sein Hauptort (frz.: chef-lieu) war Marcillat-en-Combraille. Die landesweiten Änderungen in der Zusammensetzung der Kantone brachten im März 2015 seine Auflösung. Sein letzter Vertreter im conseil général des Départements war Christian Chito.

## Gemeinden
| Gemeinde                  | Einwohner Jahr | Fläche km² | Bevölkerungsdichte | Code INSEE | Postleitzahl |
| ------------------------- | -------------- | ---------- | ------------------ | ---------- | ------------ |
| Arpheuilles-Saint-Priest  | 351 (2013)     | –          | – Einw./km²        | 03007      | 03420        |
| La Celle                  | 420 (2013)     | –          | – Einw./km²        | 03047      | 03600        |
| Durdat-Larequille         | 1.309 (2013)   | –          | – Einw./km²        | 03106      | 03310        |
| Marcillat-en-Combraille   | 894 (2013)     | –          | – Einw./km²        | 03161      | 03420        |
| Mazirat                   | 283 (2013)     | –          | – Einw./km²        | 03167      | 03420        |
| La Petite-Marche          | 196 (2013)     | –          | – Einw./km²        | 03206      | 03420        |
| Ronnet                    | 176 (2013)     | –          | – Einw./km²        | 03216      | 03420        |
| Saint-Fargeol             | 203 (2013)     | –          | – Einw./km²        | 03231      | 03420        |
| Saint-Genest              | 366 (2013)     | –          | – Einw./km²        | 03233      | 03310        |
| Saint-Marcel-en-Marcillat | 149 (2013)     | –          | – Einw./km²        | 03244      | 03420        |
| Sainte-Thérence           | 205 (2013)     | –          | – Einw./km²        | 03261      | 03420        |
| Terjat                    | 216 (2013)     | –          | – Einw./km²        | 03280      | 03420        |
| Villebret                 | 1.305 (2013)   | –          | – Einw./km²        | 03314      | 03310        |

## Einwohner
| Bevölkerungsentwicklung | Bevölkerungsentwicklung |
| Jahr                    | Einwohner               |
| ----------------------- | ----------------------- |
| 1962                    | 5474                    |
| 1968                    | 5933                    |
| 1975                    | 5304                    |
| 1982                    | 5267                    |
| 1990                    | 5412                    |
| 1999                    | 5534                    |
| 2006                    | 5857                    |
| 2011                    | 6007                    |